# Лутфије
Лутфије (тур. Lütfiye) је насељено место у округу Михалчик у вилајету Ескишехир, Турска. Према попису из 2020. било је 112 становника.
Лутфије настањују Бошњаци, чији су се преци доселили 1898. године из Сарајева, Херцеговине, Црне Горе и Санџака.